# Jim Hall
Jim Hall (Abilene, Teksas, SAD, 23. srpnja 1935.) je bivši američki vozač automobilističkih utrka.

## Rezultati u Formuli 1
| Sezona | Momčad   | Šasija   | Motor     | Utrke | Pobjede | Podiji | Bodovi | Plasman |
| ------ | -------- | -------- | --------- | ----- | ------- | ------ | ------ | ------- |
| 1960.  | Jim Hall | Lotus 18 | Climax L4 | 1     | 0       | 0      | 0      | —       |
| 1961.  | Jim Hall | Lotus 18 | Climax L4 | 1     | 0       | 0      | 0      | —       |
| 1962.  | Jim Hall | Lotus 21 | Climax L4 | 1 (0) | 0       | 0      | 0      | —       |